# Titus Claudius Aurelius Aristobulus
Titus Claudius Aurelius Aristobulus (mort après 285) était un haut dignitaire de l'Empire romain. Il servit sous les règnes des empereurs Carin et Dioclétien.
Aristobulus était le Préfet du prétoire de Carin et son collègue au consulat pour l'année 285. Cette année-là fut aussi celle de la rébellion de Dioclétien. Aristobulus participa aux côtés de Carin à la bataille du Margus qui vit la mort de l'empereur et assit le pouvoir de Dioclétien sur l'Empire romain.
Après cette défaite, Aristobulus conserva néanmoins son consulat et la préfecture du Prétoire et devint proconsul de la province d'Afrique et préfet de la Ville. Selon certains, ces charges furent la récompense de sa trahison vis-à-vis de Carin à la bataille du Margus. Certaines sources rapportent au contraire que l'armée de Carin abandonna l'empereur.